# Wissenschaftsjahr 1512
Liste der Wissenschaftsjahre

◄◄ | ◄ | 1508 | 1509 | 1510 | 1511 | Wissenschaftsjahr 1512 | 1513 | 1514 | 1515 | 1516 | ► | ►►

Weitere Ereignisse
Dieser Artikel behandelt das Wissenschaftsjahr 1512.

## Ereignisse

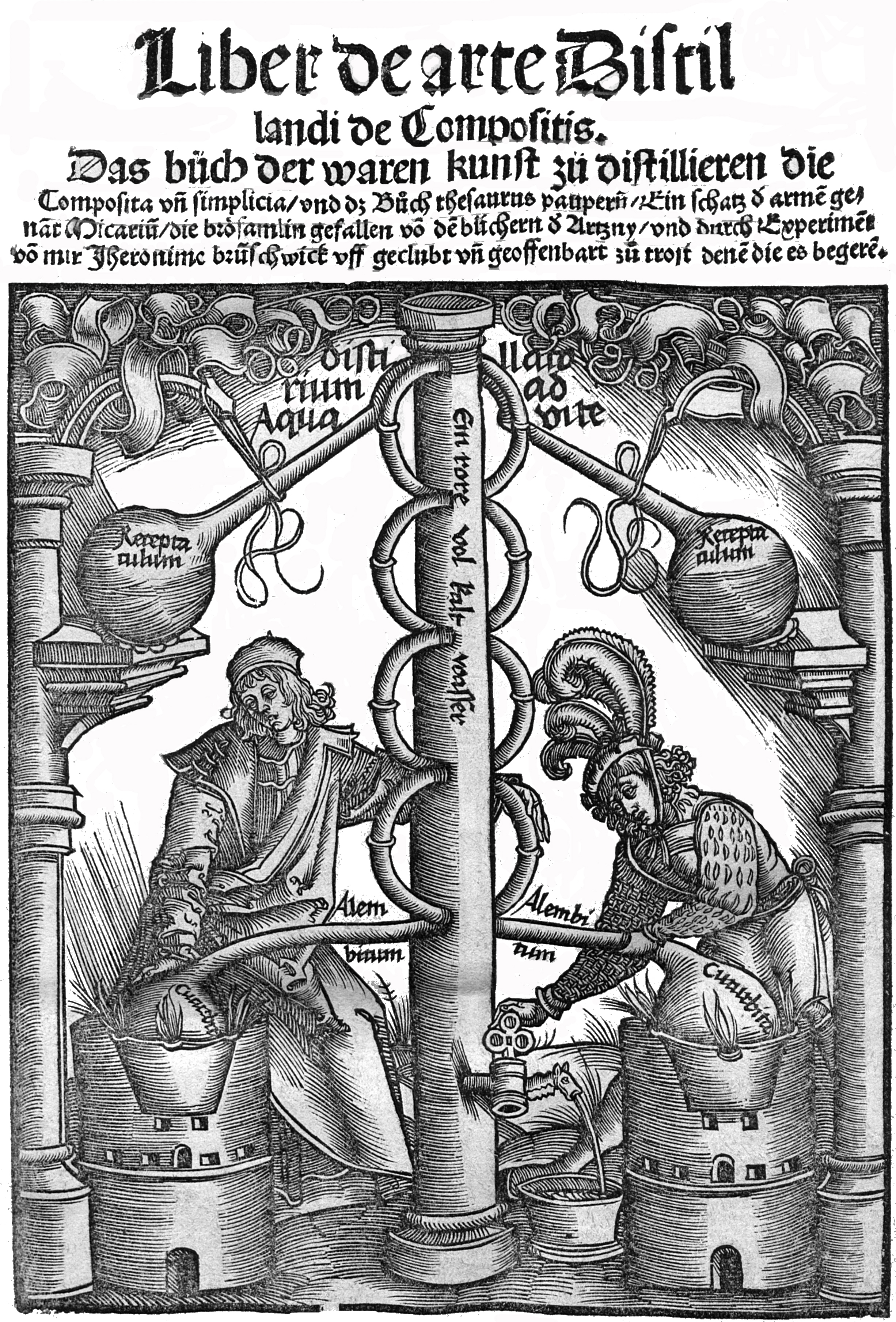
Großes Destillierbuch.Titelblatt

### Biowissenschaften

#### Pharmazie
- Hieronymus Brunschwigs Buch Liber de arte distillandi de compositis (= Großes Destillierbuch) beschreibt Heilpflanzen und den Bau von Destillierapparaten zu ihrer Verarbeitung.

### Naturwissenschaften

#### Geowissenschaften

##### Geodäsie
- Martin Waldseemüller stellt den ersten Theodoliten her (den er „Polimetrum“ nennt) und beschreibt ihn.[1][2][3]

##### Geographie / Entdeckungen
- António de Abreu entdeckt Timor und erreicht die Banda-Inseln und Seram.
- Francisco Serrão erreicht die Molukken.
- Juan Ponce de León entdeckt die Turks- und Caicosinseln.
- Pedro Mascarenhas entdeckt Diego Garcia und erreicht Mauritius.

##### Kartographie
- In Parma wird der berühmte Seeatlas des Vesconte Maggiolo gefertigt.

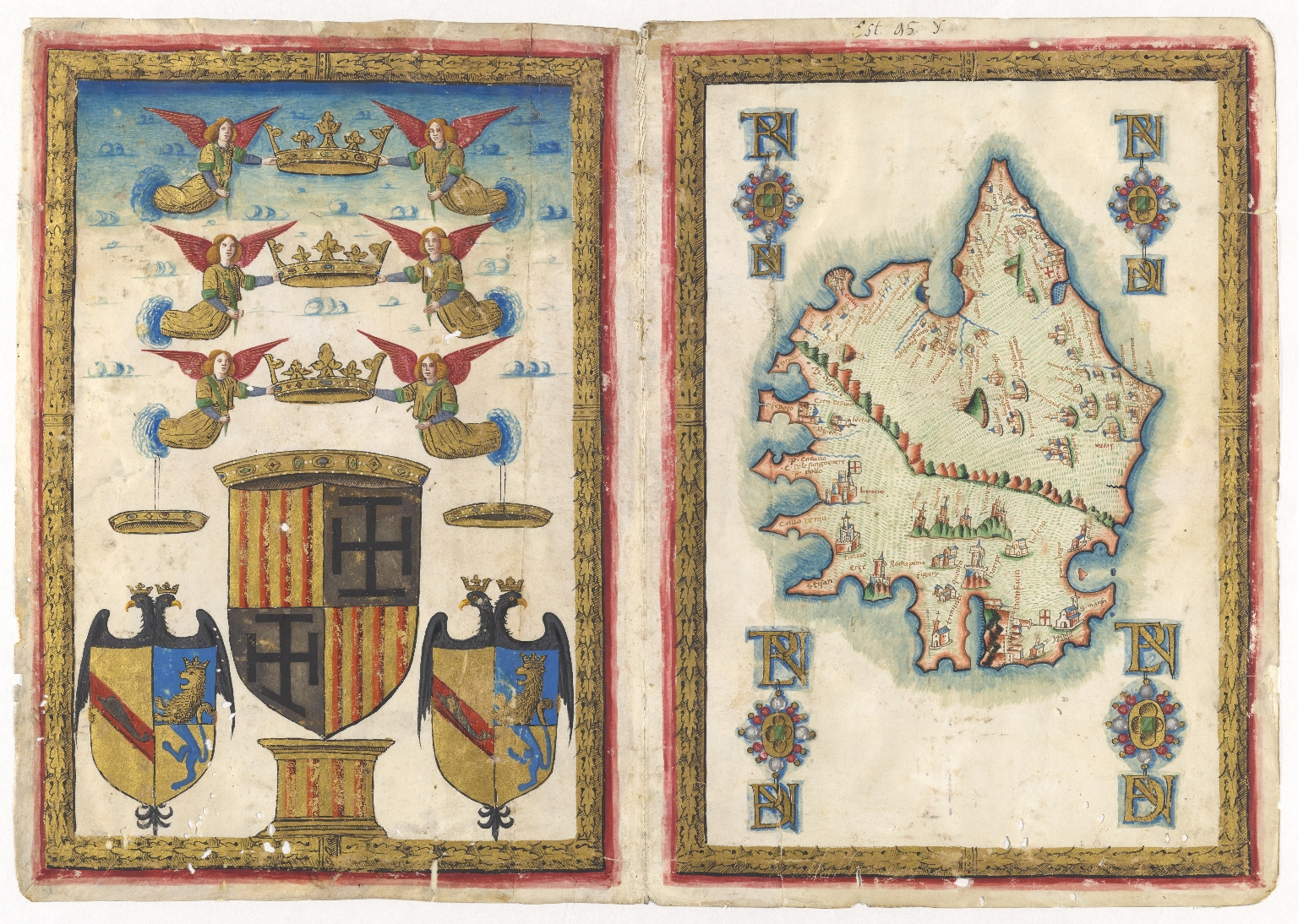
Widmungsblatt und Karte von Korsika
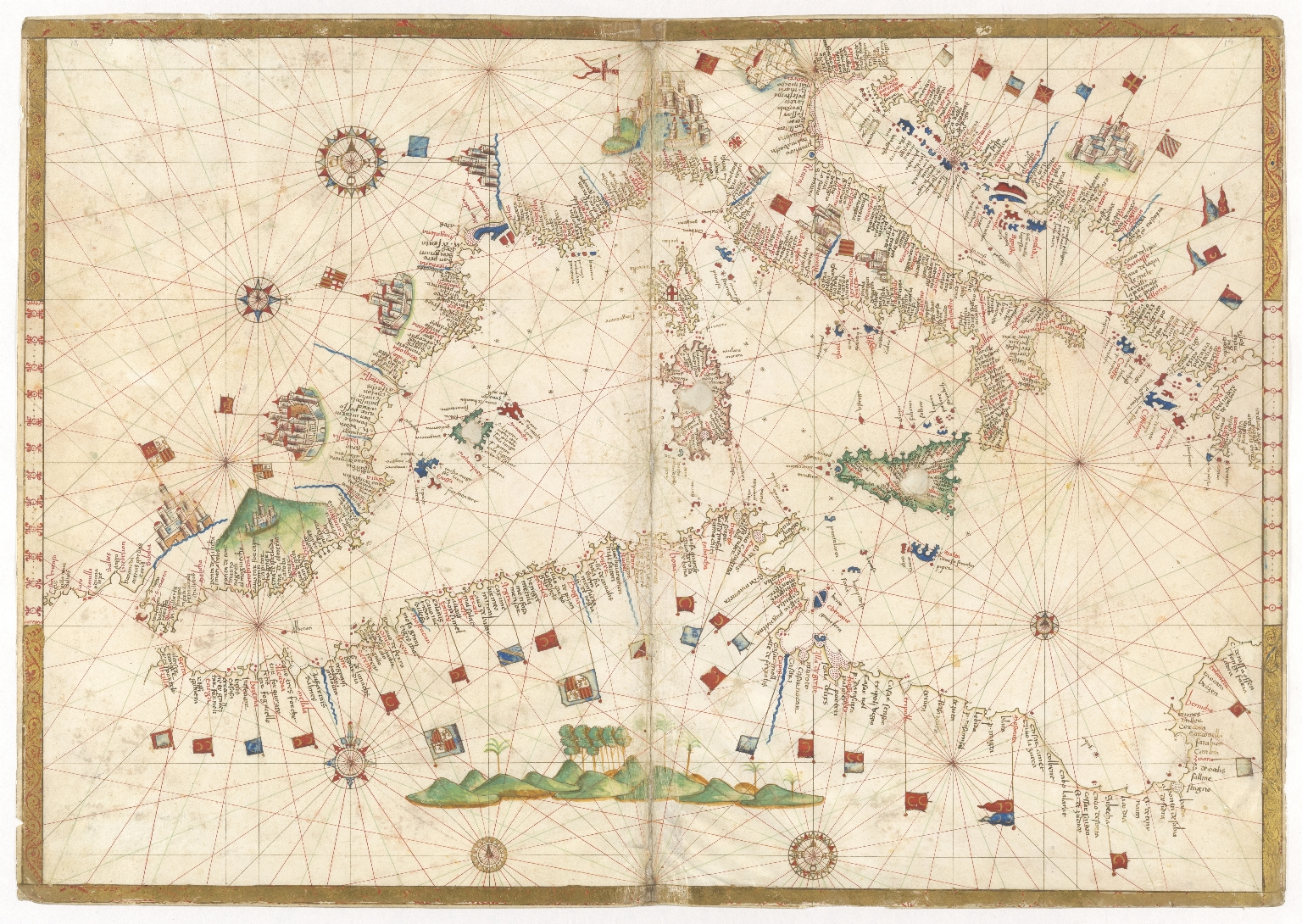
Westliches Mittelmeer
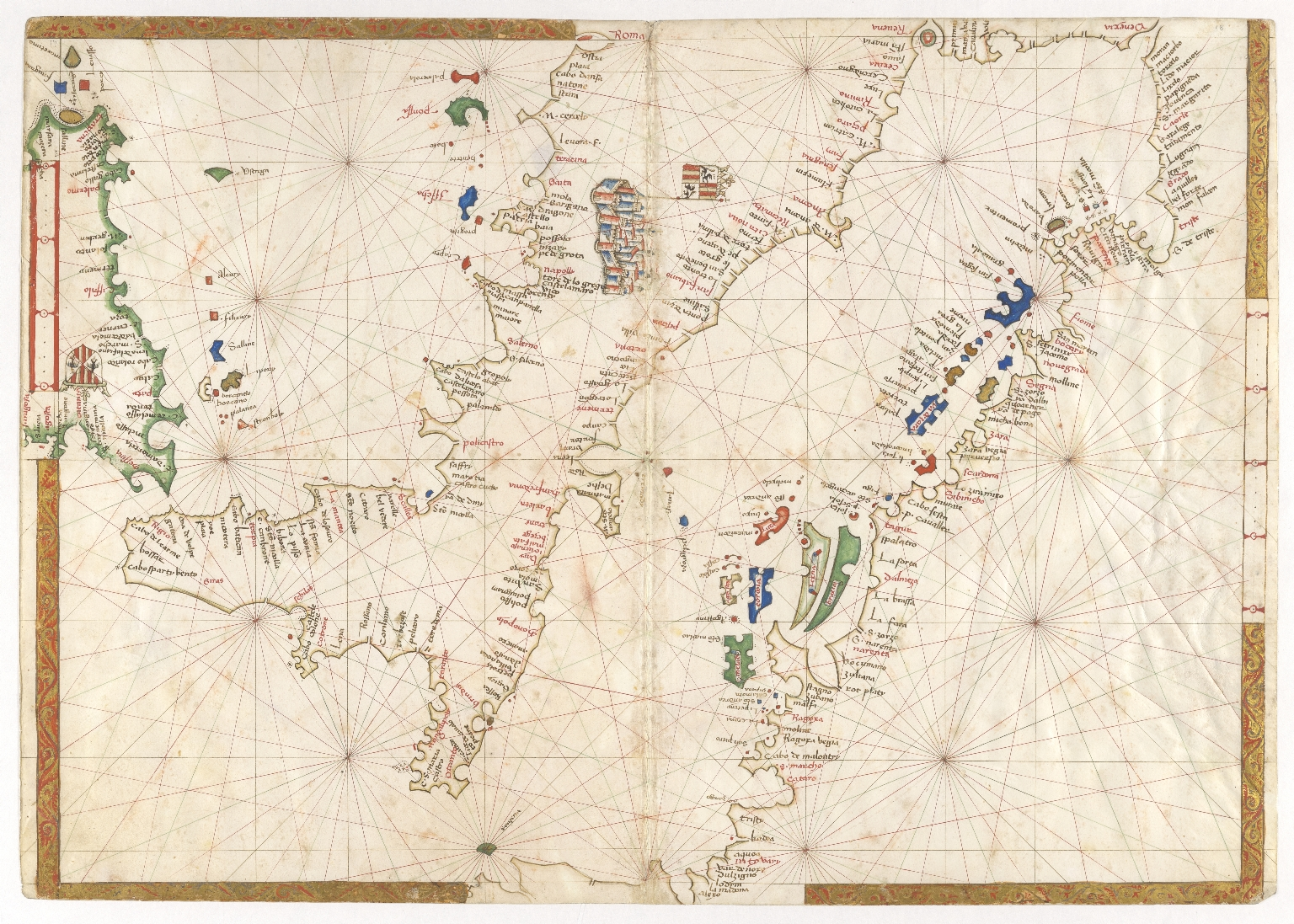
Italien, Westsizilien und die Adriaküste
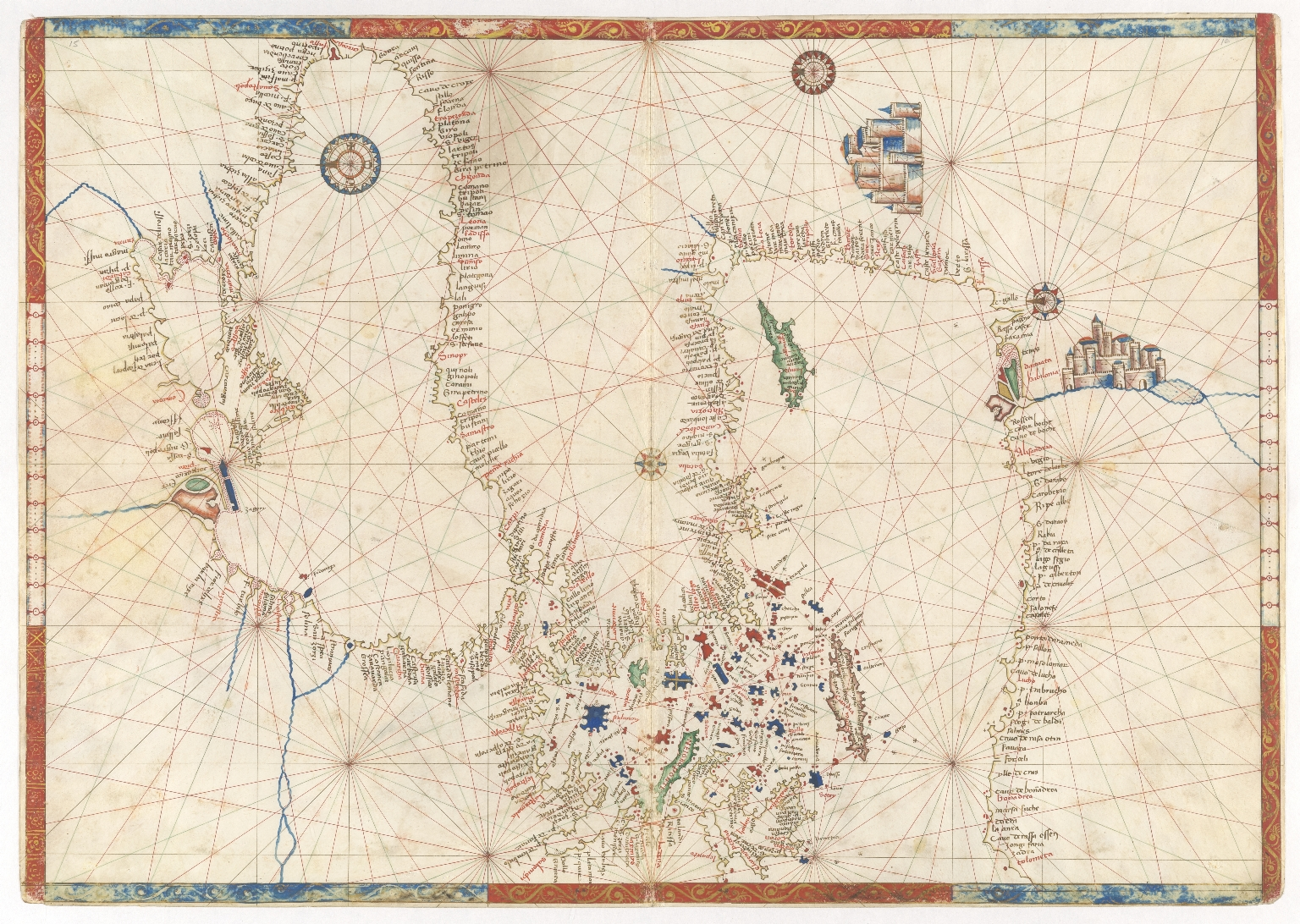
Nordafrika, Europa und ein Teil von Asien
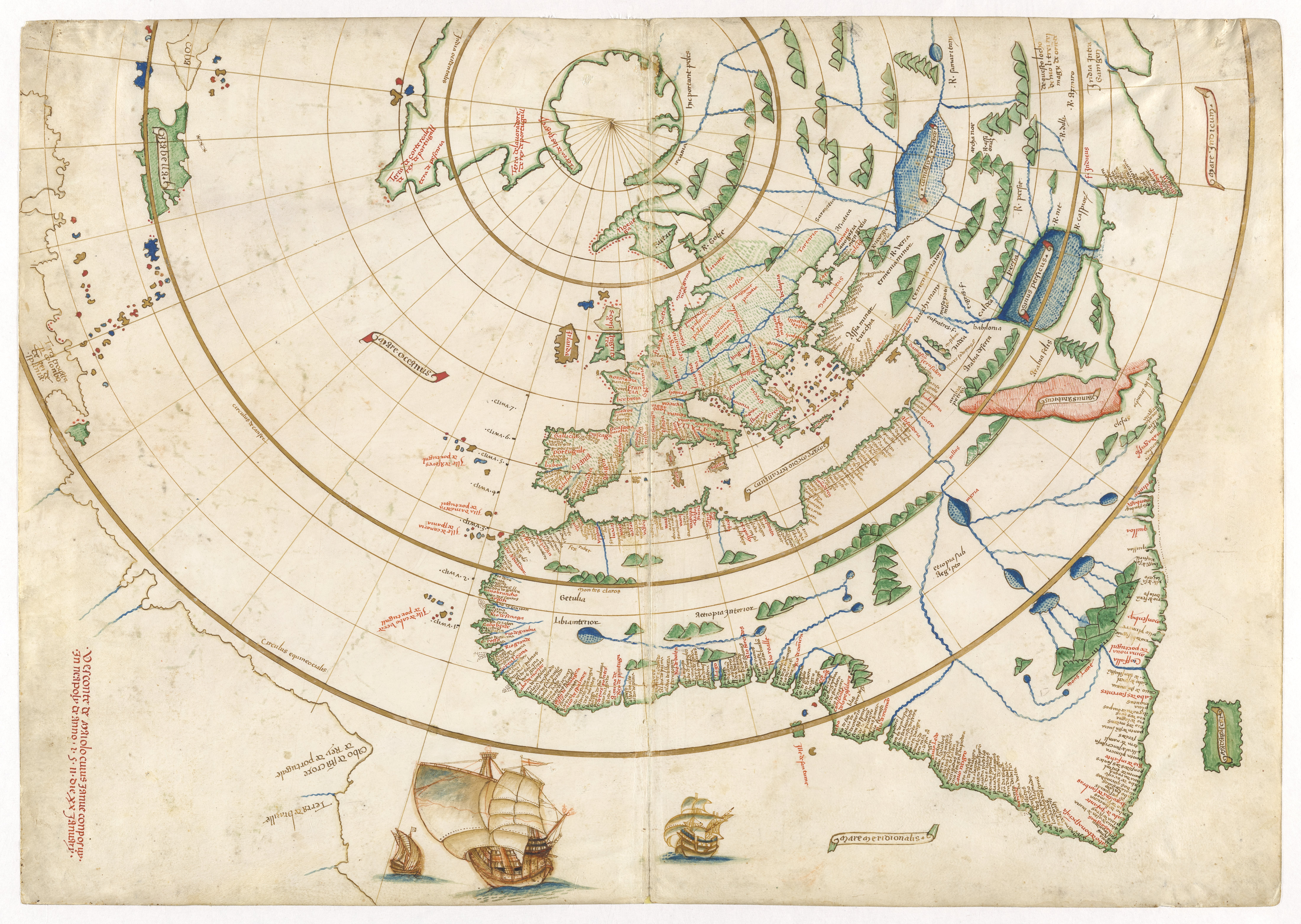
Afrika, Asien, Europa und ein Teil der Neuen Welt
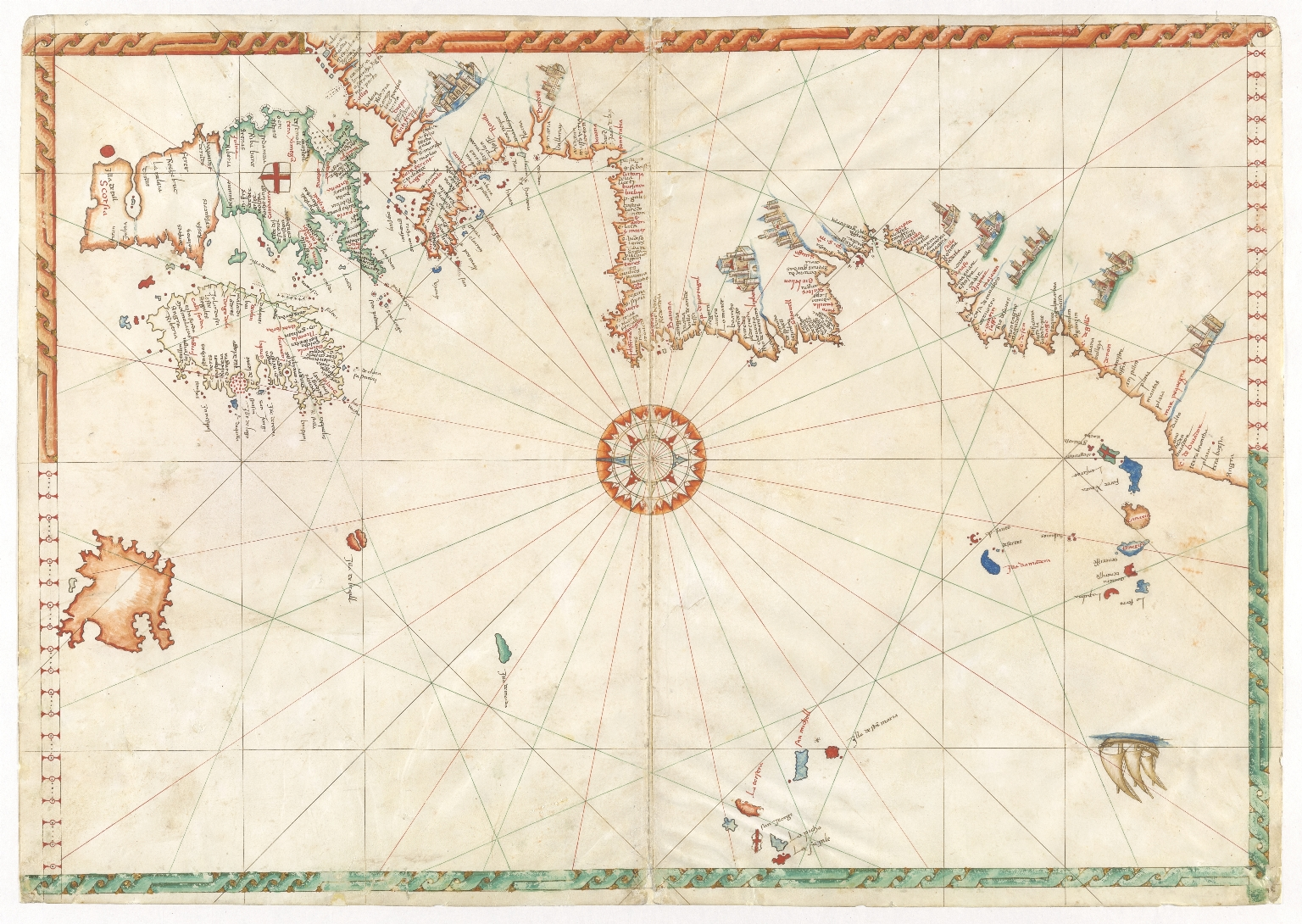
Atlantikküste Afrikas und Europas, die Britischen Inseln und Island
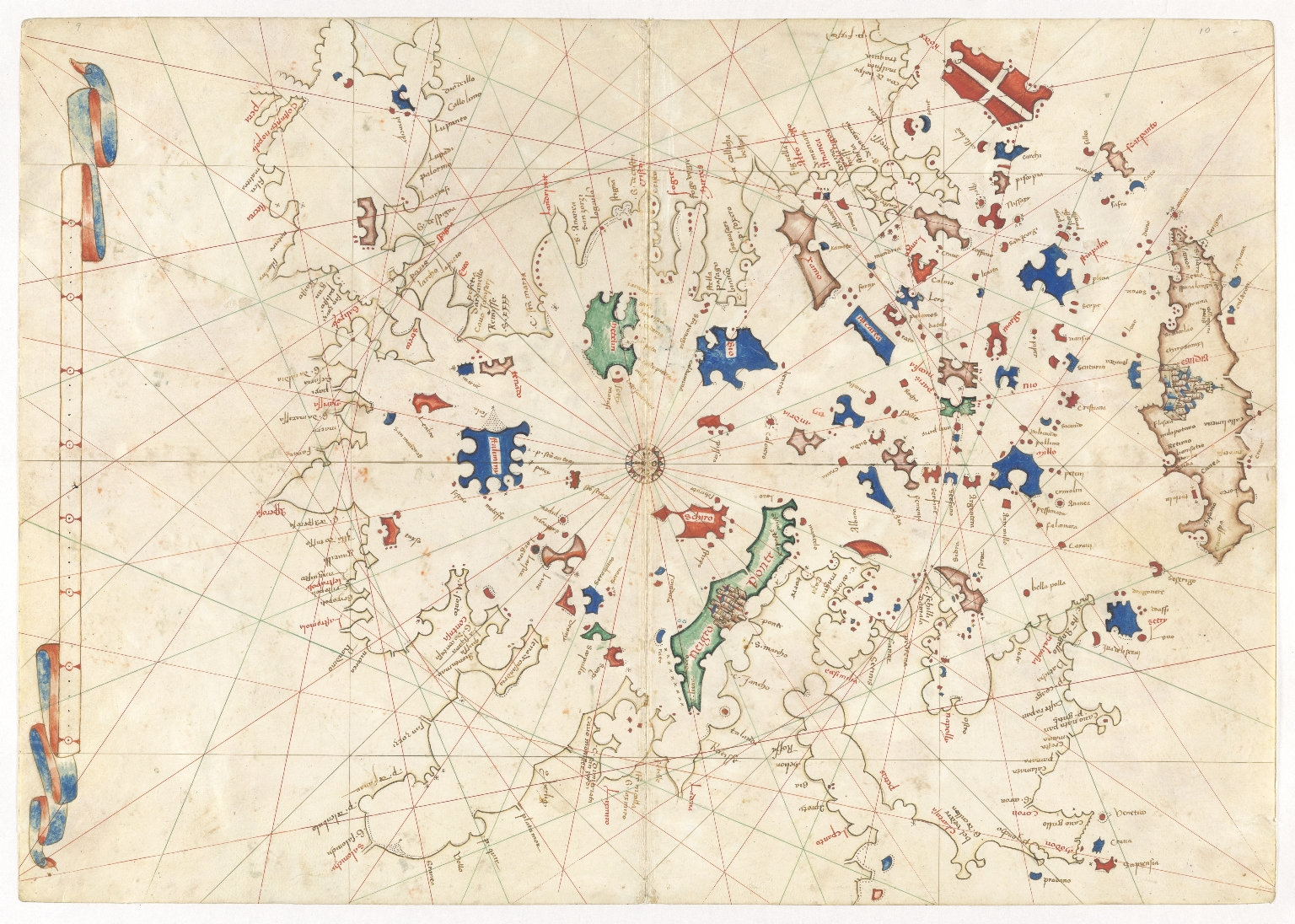
Griechische Inseln und das Ägäische Meer
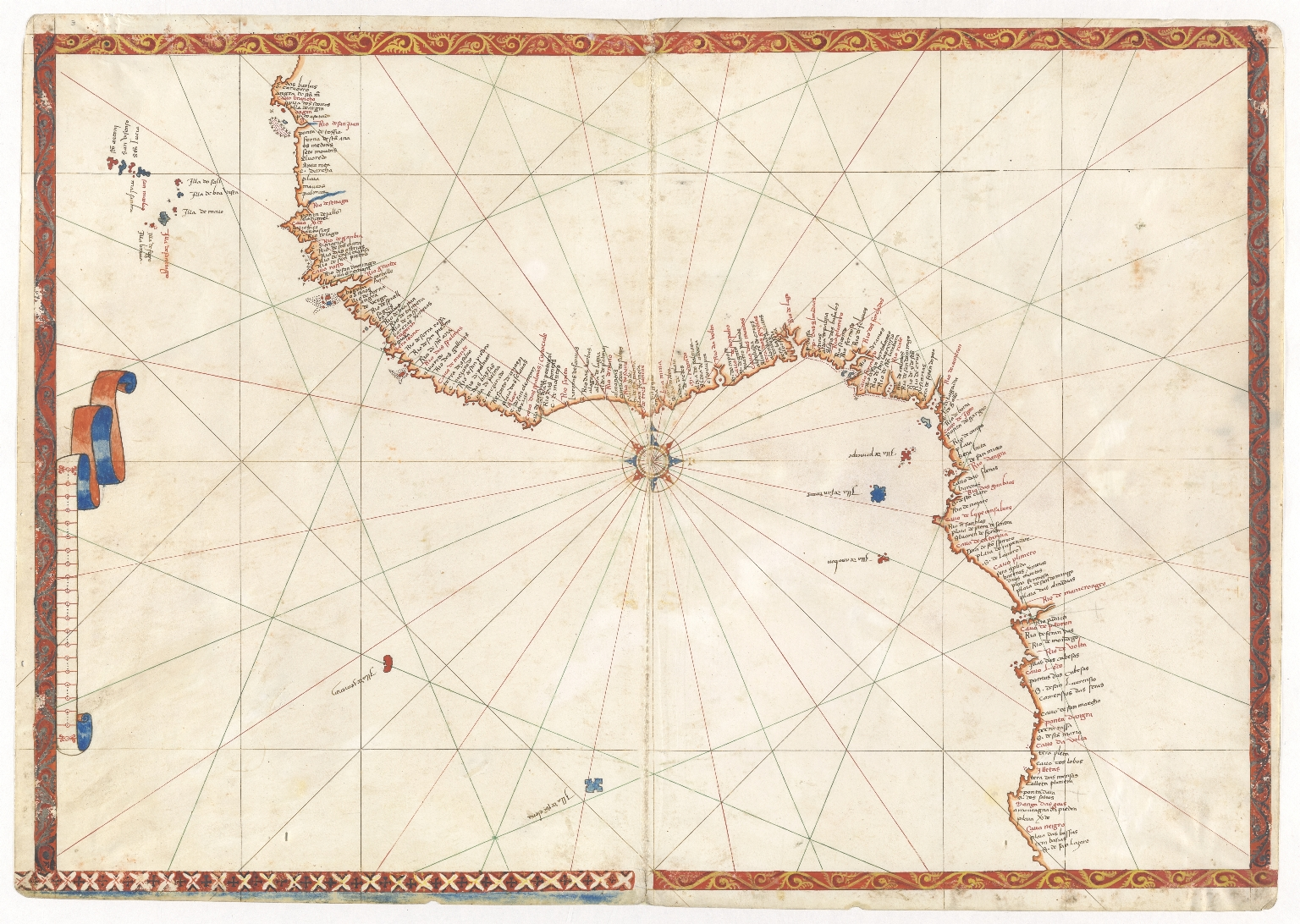
Westküste Afrikas, einschließlich Kapverdische Inseln, São Tomé, Príncipe und Annobón

## Geboren

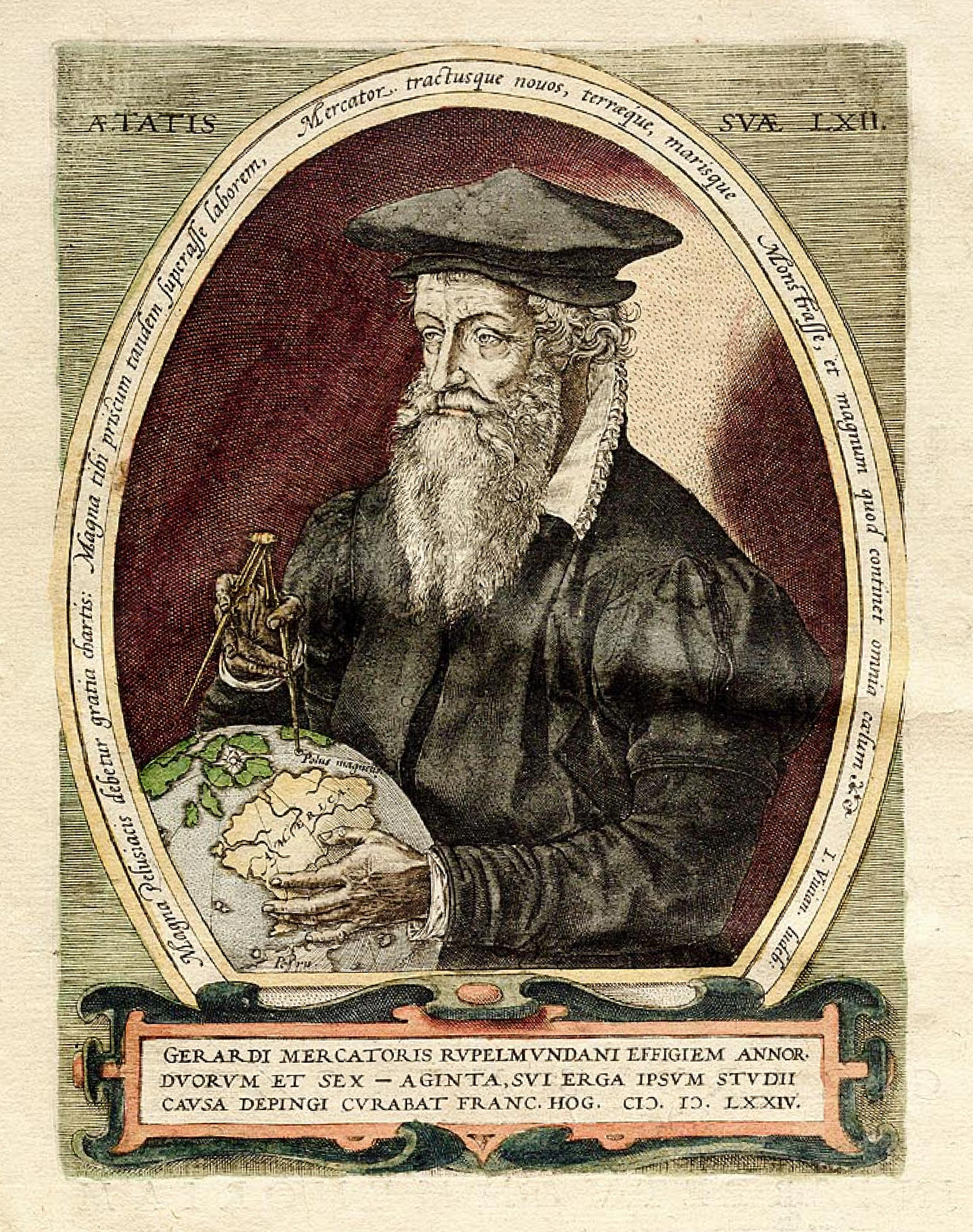
Gerhard Mercator; * 5. März

### Geburtsdatum gesichert
- 05. März: Gerhard Mercator, flämisch-deutscher Mathematiker, Geograph, Philosoph, Theologe und Kartograf († 1594)
- 23. Juni: Johann Fichard, Frankfurter Jurist († 1581)
- 24. Juni: Balthasar Brusch, Egerer Buchbinder, Buchhändler und Chronist († 1589)

- 25. Juli: Diego de Covarrubias y Leyva, spanischer Kirchenjurist und Humanist († 1577)

- 04. Dezember: Jeronimo Zurita, spanischer Historiker († 1580)

### Genaues Geburtsdatum unbekannt
- Martin Cromer, polnischer Geschichtsschreiber, Theologe und Bischof († 1589)

- Fernando Vázquez de Menchaca, spanischer Jurist und Humanist († 1569)

## Gestorben

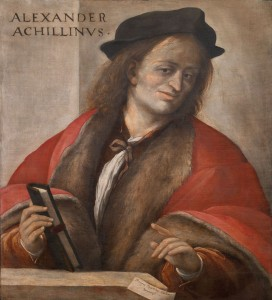
Alessandro Achillini; † 2. August

### Todesdatum gesichert
- 22. Februar: Amerigo Vespucci, Florentiner Kaufmann, Navigator und Seefahrer, Namensgeber Amerikas (* 1454)
- 23. Februar: Sigismondo de’ Conti, italienischer Humanist, Historiker und päpstlicher Sekretär (* 1432)
- 14. Mai: Peter Anton von Clapis, deutscher Humanist (* um 1440)
- 11. Juli: Hartmann Feierabend, eidgenössischer Geistlicher und Humanist, Begründer der Badischen Stiftsbibliothek (* um 1450)
- 17. Juli: Pallas Spangel, katholischer Priester, Theologe und Rektor der Universität Heidelberg, außerdem Berater des Kurfürsten und kurpfälzischer Vizekanzler (* um 1445)
- 2. August: Alessandro Achillini, italienischer Philosoph und Arzt (* 1463)

- 29. September: Johannes Engel, bayrischer Mediziner, Astronom, Astrologe, Physiker und Mathematiker (* 1463)[4]

### Genaues Todesdatum unbekannt
- Gonçalo Coelho, portugiesischer Entdecker (* um 1451)

- Ludwig Vergenhans, deutscher Rechtsgelehrter, Kleriker und Diplomat (* um 1425/30)

### Gestorben um 1512
- Hieronymus Brunschwig, deutscher Arzt und Autor (* um 1450)